# Talea (okręg Prahova)
Talea – wieś w Rumunii, w okręgu Prahova, w gminie Talea. W 2011 roku liczyła 853 mieszkańców.